# Globe (marque)
Pour les articles homonymes, voir Globe.
Globe est une marque de chaussures de surf et de skateboard. La compagnie fut créée en 1994, à Melbourne, en Australie par les anciens pro-skateurs australiens Matt, Steven et Peter Hill. 
Son quartier général mondial est situé à Melbourne, tandis que son siège nord-américain est situé à El Segundo, en Californie.
Les modèles de Globe sont dessinés avec l'aide de skateurs célèbres tels que Chet Thomas, Rodney Mullen, Mark Appleyard et Matt Mumford.
Globe sponsorise régulièrement des évènements pour les X Games, ainsi que des groupes de musique, tels les Tambours du Bronx